# Chaltenobatrachus grandisonae
A Chaltenobatrachus grandisonae a kétéltűek (Amphibia) osztályába, a békák (Anura) rendjébe és a Batrachylidae családba tartozó Chaltenobatrachus nem monotipikus faja. A faj korábban az Atelognathus nembe tartozott.

## Elterjedése
A típuspéldányt Chile Wellington szigetén figyelték meg, 1997-ben Argentínában két további helyen is megtalálták.

## Megjelenése
A Chaltenobatrachus grandisonae a kis- és közepes méretű békák közé tartozik, a kifejlett egyedek mérete eléri a 46 mm-t, alakja és testméretei a békákra jellemző értékűek. Testének hátsó része és végtagjai egyenletes élénkzöldek, vöröses szemölcsökkel. Az ebihalak hossza eléri az 56 mm-t.

## Természetvédelmi helyzete
A fajra nézve jelenleg nincs jelentős fenyegetettség.